# ジャン＝マリー・ロンデックス
ジャン＝マリー・ロンデックス（Jean-Marie Londeix, 1932年9月20日 - 2025年3月2日または3月3日）は、フランスのクラシック・サクソフォーン奏者。

## 人物
ジロンド県リブルヌに生まれ、パリ音楽院で有名なサクソフォーン奏者マルセル・ミュールらに師事してサクソフォーンを学んだ。その後、ディジョンの音楽院でサクソフォーンの講師を18年間務め、1971年からはボルドーの国立音楽院の教授を務めており、アメリカ合衆国などの音楽学校で教鞭を執ることもある。また、「フランス・サクソフォーン奏者協会」（"French Saxophonists Association"）や「国際サクソフォーン委員会」（"International Saxophone Committee"）などの団体を設立している。
100曲を超える楽曲がロンデックスに献呈されており、また彼自身はいくつかの教育的著書を刊行している。ロンデックスは国際的なサクソフォーン奏者の草分けといえる人物であり、世界各地のコンサートホールで初めてのソロ・サクソフォーン演奏を行っている。
2025年3月2日から3日までの夜に死去。

## 関連書籍
- "Jean-Marie Londeix :"Un dédain suicidaire"" in 88 notes pour piano solo, ジャン＝ピエール・ティオレ Jean-Pierre Thiollet, Neva Editions, Paris, 2015. 136-138. ISBN 978 2 3505 5192 0